# Rhabdosargus globiceps
Rhabdosargus globiceps är en fiskart som först beskrevs av Valenciennes, 1830.  Rhabdosargus globiceps ingår i släktet Rhabdosargus och familjen havsrudefiskar. Inga underarter finns listade i Catalogue of Life.